# S. M. M. Muszhaaraff
S. M. M. Muszhaaraff (en tamil: எஸ். எம். எம். முஷாரப்: . எம். எம். முஷாரப்; en cingalés: එස්. එම්. එම්. මුෂාරෆ්: එස්. එම්. එම්. මුෂාරෆ්; (Nacido el día 10 de junio del 1983) es un político esrilanqués y miembro del Parlamento por el Distrito Digamadulla. Es también un notable presentador de televisión y productor antes de haberse introducido a la Política. 

## Nacimiento
Muszhaaraff Nació el 10 de junio de 1983, en el pueblo de Pottuvil, Sri Lanka. Es el hijo  de Meeralebbe Safiul Muthunabeen & Meerashahibu Katheeja Beevi.

## Carrera
Muszhaaraff trabajó como presentador de televisión y como productor. Ha ganado varios Premios Estatales por sus espectáculos.

## Historial electoral
| Elección        | Distrito             | Partido                    | Votos  | Resultado |
| --------------- | -------------------- | -------------------------- | ------ | --------- |
| 2020 Parlamento | Distrito Digamadulla | All Ceylon Makkal Congress | 18,389 | Elegido   |